# Traité du triangle arithmétique

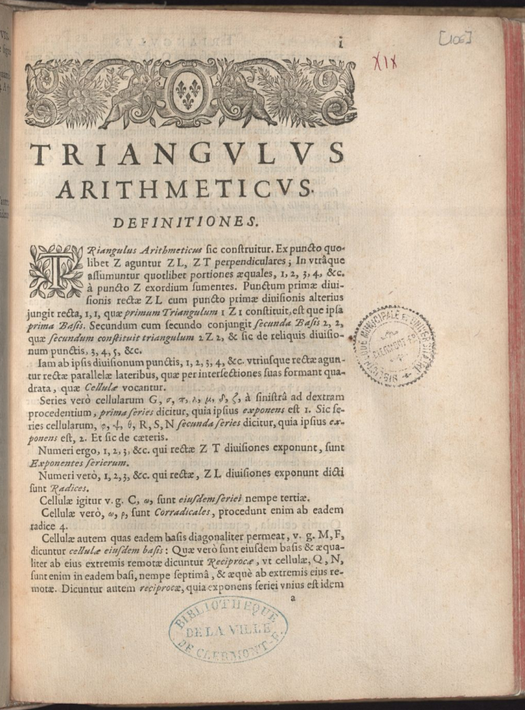
Única cópia conhecida em latim do Traité du triangle arithmétique de Blaise Pascal

O Traité du triangle arithmétique é uma obra matemática de Blaise Pascal, escrita em 1654 (publicada em 1665), quando o autor, com apenas 31 anos (nasceu em 1623), já era conhecido no meio matemático por seu Traité des sections coniques publicadas quando ele tinha 17 anos.
Pascal começa com uma página na qual está desenhado seu triângulo aritmético, hoje conhecido como triângulo de Pascal. Segue-se uma série de 19 propriedades do triângulo, que geralmente são demonstradas com bastante facilidade. Às vezes, Pascal apenas mostra um exemplo e deixa para o leitor se convencer de que a propriedade é verdadeira.
O restante do tratado aplica esses resultados e fornece os principais usos do triângulo, principalmente na contagem (coeficientes binomiais). Pascal menciona ainda a expansão de (1+x)n, que introduz a fórmula binomial de Newton, que só será demonstrada algumas décadas depois.
O fato mais marcante deste tratado é o surgimento do raciocínio por indução, que Pascal expõe em um texto de cerca de vinte linhas e que desde então se tornou uma das ferramentas mais comuns para demonstrar a matemática.
Assim, o Traité du triangle arithmétique é um trabalho científico fundador que, além disso, é escrito em um estilo notável (prosa clássica).